# Procession (canción de New Order)
Procession, es el segundo sencillo de la banda New Order, lanzado en septiembre de 1981 en formato vinilo de 7" Pulgadas, incluye el lado B "Everthing´s gone green". Su número de catálogo dentro de Factory Records es FAC.53

## Historia
New Order llevaba unos meses ya armada desde la disolución de Joy Division, por la muerte del cantante Ian Curtis.
Tras eso la banda fue de gira a Nueva York, donde fueron compuestas varias otras canciones como Dreams Never End, Truth entre otras incluyendo esta. Estas canciones también se estarían tocando durante los conciertos realizados por New Order durante ese mismo año.
Finalmente en septiembre de 1981, a la previa del lanzamiento del primer álbum de la banda Movement, se lanzaría "Procession" y "Everything's Gone Green" como lado B, canciones que no se acabaron incluyendo en el álbum.
Posteriormente "Everything's Gone Green" sería lanzada como maxisencillo en 12" pulgadas en diciembre de 1981 

## Diseño de la portada
La tapa fue diseñada por Peter Saville diseñador el cual ya trabajaba para Factory Records. La portada está basada en "Dinamo Futurista" del diseñador de arte futurista Fortunato Depero, que posteriormente gracias a otra obra del artista se crearía la portada del álbum Movement 

## Lista de canciones
Todas las canciones del sencillo fueron escritas por: Bernard Sumner, Peter Hook, Stephen Morris y Gillian Gilbert y producidas por : Martin Hannett
1. "Procession" 4.32
2. "Everything's Gone Green" 5.35

## Posiciones en las listas
| Listas                | Listas |
| --------------------- | ------ |
| UK Single Indie Chart | #1     |
| UK Singles Chart      | #38    |